# Ar 65 (航空機)
Ar 65
- 用途：戦闘機
- 分類：複葉機
- 製造者：アラド、AGO、エルラ
- 運用者：ドイツ空軍、ブルガリア空軍
- 初飛行：1931年
- 生産数：おそらく193機前後
- 生産開始：1931年

アラド Ar 65 (Arado Ar 65) は、第二次世界大戦前にドイツで生産された複葉の戦闘機である。

## 概要
ヴェルサイユ条約下でスポーツ機を装って開発されたAr 64戦闘機の改良型である。1931年にエンジンをより強力なBMW VI 7.3に換装したAr 65aが3機試作され、翌1932年には飛行特性を改善したAr 65dが開発された。1933年からはさらなる改良型のAr 65Eが生産され、1935年のドイツ再軍備宣言時にはドイツ空軍の初の戦闘航空団（JG132）の第一飛行中隊機として主力戦闘機の一角を占めていたが、さらに近代的なハインケルHe51などの配備により、急速に第一線を退いた。その後は第二次世界大戦初期まで練習機として使われ、一部の機体はブルガリア空軍に供与された。

## スペック
※数値はAr 65Eのもの。
- 全長： 8.40 m[1]
- 全幅： 11.20 m[1]
- 全高： 3.40 m[1]
- 翼面積： 30.0 m2[1]
- 全備重量： 1,930 kg[1]

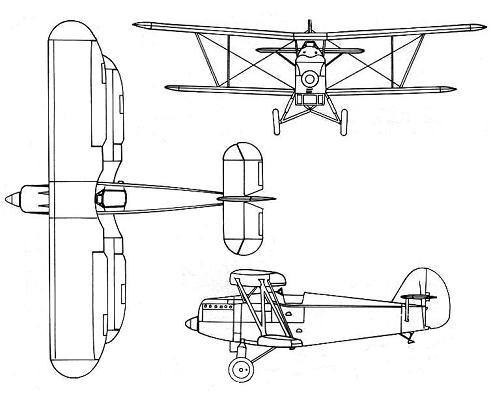
三面図

- エンジン： BMW VI 7.3 液冷V型12気筒エンジン 750 hp × 1[1]
- 最大速度： 299 km/h[1]
- 実用上限高度： 7,600 m[1]
- 武装
  - 7.92 mm機関銃 × 2[1]
- 乗員： 1名[1]